# Breguet 763
Breguet 763 byl čtyřmotorový dopravní letoun vyvinutý francouzskou společností Breguet. První prototyp poprvé vzlétl roku 1949. Celkem bylo vyrobeno dvacet letounů tohoto typu. Lišily se především pohonnými jednotkami a uspořádáním kabiny. Kvůli nástupu turbovrtulových a proudových letounů typ velmi rychle zastaral. V provozu byly v letech 1952–1971. Ve službě se vyznačovaly vynikající spolehlivostí a příznivou ekonomikou provozu. Byly to poslední postavené čistě francouzské čtyřmotorové letouny. Pro celou rodinu letounů tohoto typu se ujalo neoficiální označení Deux-Ponts.

## Historie

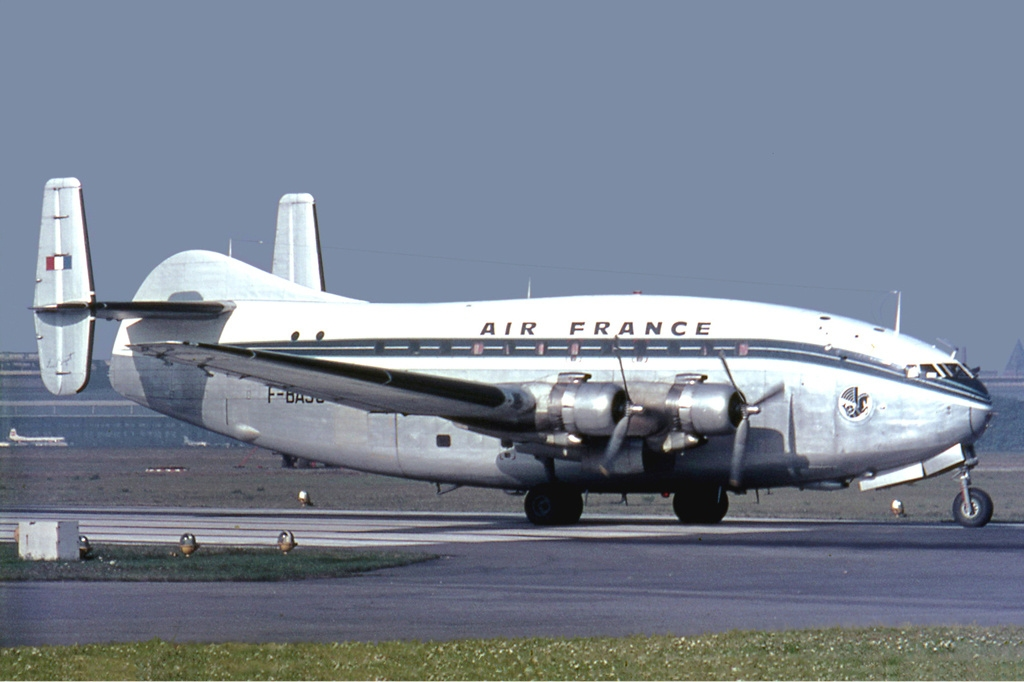
Breguet 763 Provence

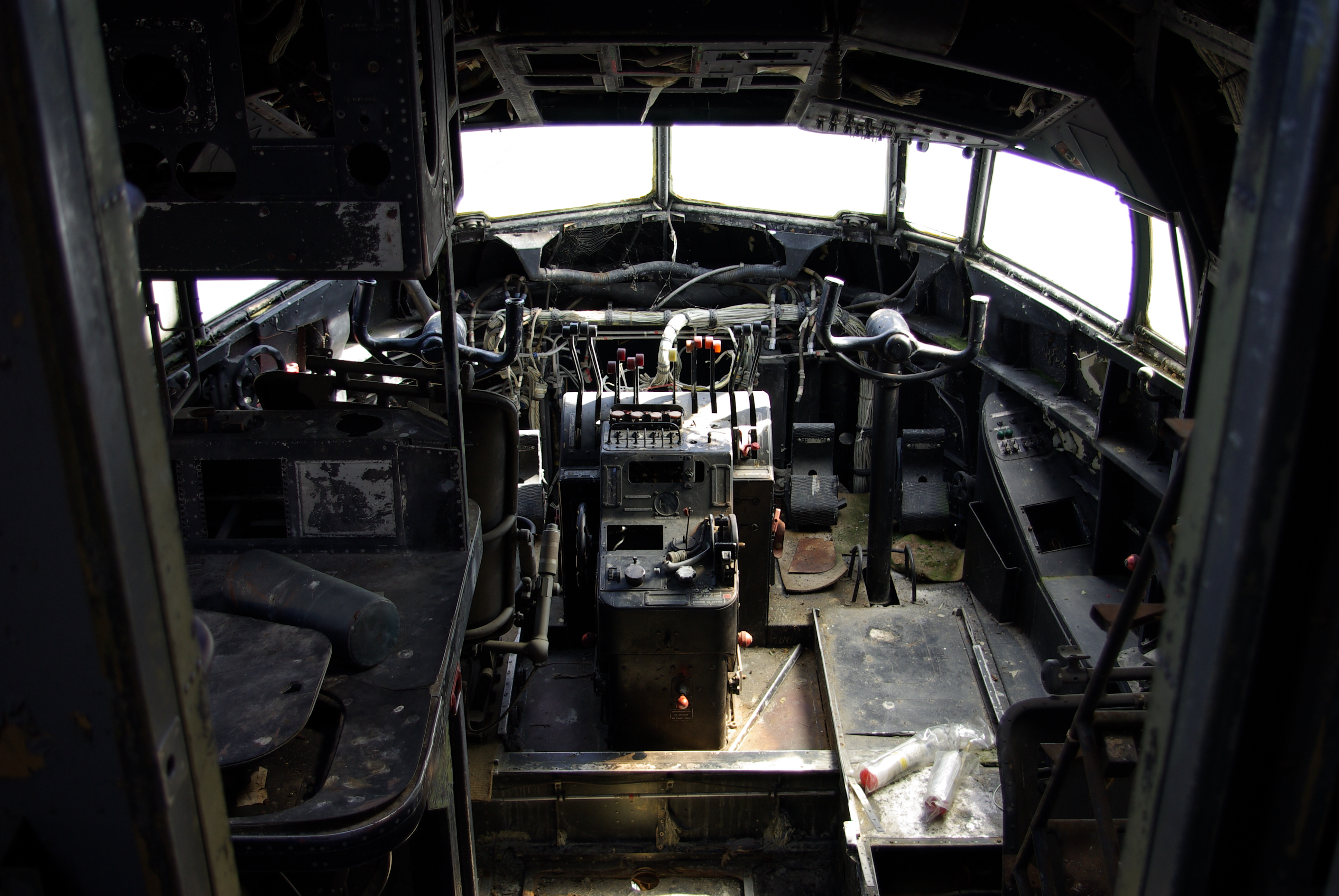
Nekompletní kokpit vyřazeného Breguet 763 Provence

První dvoupodlažní dopravní letouny byly vyvinuty už v době mezi světovými válkami. Tehdy to byly létající čluny pro transatlantické lety, přičemž pro cestující bylo obvykle vyhrazeno jen jedno ze dvou pater (např. Boeing 314 Clipper). Obě paluby pro cestující byly na letounu Latécoère 521 z roku 1935. Prvním pozemním dvoupodlažním letounem se stal americký Boeing 377 Stratocruiser z roku 1947. V jeho případě však byl na jiném podlaží pouze salónek pro čtrnáct osob.
Další pozemní dvoupodlažní letoun ve stejné době vznikl ve Francii v podobě typové rodiny Breguet 761/763/765. Jeho kořeny sahají do roku 1936, kdy ve francouzské společnosti Breguet vznikly první studie pozemního dopravního letadla využívajícího křídel létajícího člunu Breguet 730. Roku 1944 byl koncept upraven na dopravní letoun pro střední tratě a stovku pasažérů s označením 76-1. Výrobce jej zamýšlel jako konkurenci americkému typu Douglasu DC-4 (tou se však nikdy nestal). Prototyp Breguet 761 vznikl v jednom exempláři. Poháněly jej dvouhvězdicové čtrnáctiválce SNECMA 14R-24 o výkonu 1590 hp. Jejich nízký výkon však limitoval nosnost letounu. Poprvé vzlétl 15. února 1949 ve Villacoublay. Navázaly na něj tři předsériové stroje Breguet 761S s výkonnějšími americkými dvouhvězdicovými osmnáctiválci Pratt & Whitney R-2800-B31 o výkonu 2100 hp. Tyto první letouny byly navrženy pro smíšenou dopravu cestujících a nákladu, který byl ve spodním podlaží. Jejich letové zkoušky probíhaly v letech 1951–1952. Očekávání společnosti Breguet na objednávku této verze se však nenaplnila.
Francouzské aerolinky Air France nakonec objednaly dvanáct letounů Breguet 763 Provence, které byly vybaveny ještě výkonnějšími motory Pratt & Whitney R-2800-CB17 o výkonu 2400 hp. První poprvé vzlétl 20. července 1951. Tato verze měla jako první pozemní dopravní letoun dvě plnohodnotná podlaží pro cestující. Dále měla zesílenou konstrukci křídel, která měla o 1,2 metru větší rozpětí. Původně čtyřčlenná posádka byla zredukována na trojčlennou. Letoun však velmi rychle zastaral kvůli nástupu mnohem výkonnějších proudových dopravních letounů (ve Francii především Sud Aviation Caravelle, pokročilejší byl i turbovrtulový Vickers Viscount) a část jich byla upravena pro nákladní lety. Poslední verzi rodiny letounů tohoto typu představovaly vojenské transportní stroje Breguet 765 Sahara, objednané roku 1955 v počtu třiceti kusů francouzským letectvem. Do zrušení této objednávky byly dokončeny čtyři letouny. Br.765 Sahara unesl až 146 vojáků s výstrojí. Manipulaci s nákladem usnadňovala rozměrná vrata na zádi.

## Konstrukce

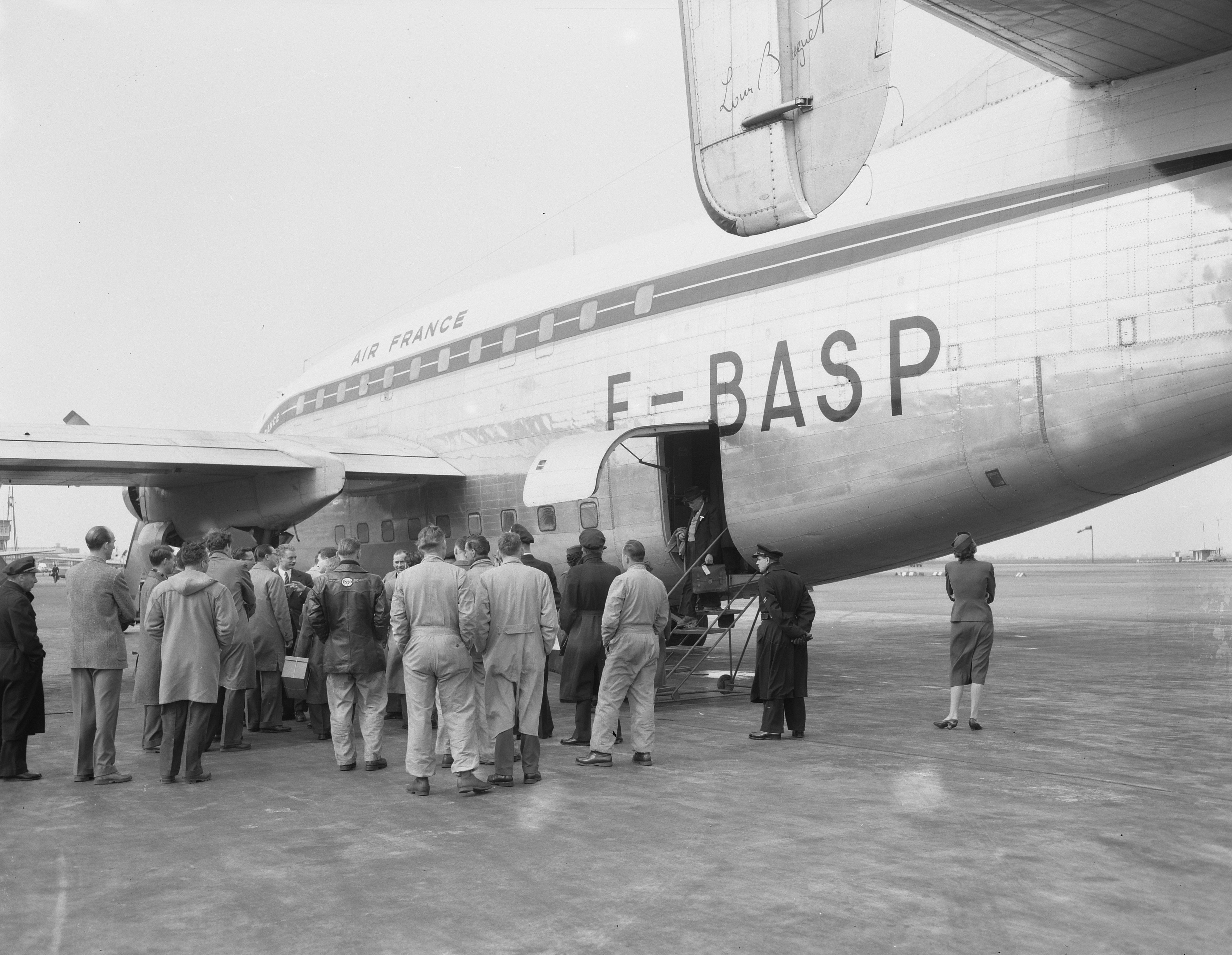
Breguet 763 (F-BASP) na letišti Amsterdam Schiphol

Breguet 763 byl rozměrný čtyřmotorový hornoplošník, ve kterém byly dvě paluby pro cestující. Letoun neměl přetlakový trup a svislé ocasní plochy. Byl vybaven zatahovacím příďovým podvozkem s dvojitými koly na hlavních nohách. Posádka byla tříčlenná. Celkem unesl až 107 cestujících, z toho 59 na horní a 48 na dolní palubě. Poháněly jej čtyři dvouhvězdicové osmnáctiválce Pratt & Whitney R-2800-CA18 o výkonu 2400 hp.

## Verze
- Breguet 761 – Prototyp s motory SNECMA 14R-24.
- Breguet 761S – Předsériové letouny s motory Pratt & Whitney R-2800-B31. Tři kusy.
- Breguet 763 Provence – Letouny vyrobené pro Air France. Motory Pratt & Whitney R-2800-CA18. Dvanáct kusů.
- Breguet 764 – Nerealizovaný projekt protiponorkové hlídkové verze. Námořnictvo však preferovalo americký Lockheed P-2 Neptune.
- Breguet 765 Sahara – Transportní letoun pro francouzské letectvo. Motory Pratt & Whitney R-2800-CB17. Čtyři kusy z původně objednaných třiceti. Ve službě do roku 1969. Nahrazeny typem Transall C-160.[1]

## Uživatelé
Civilní

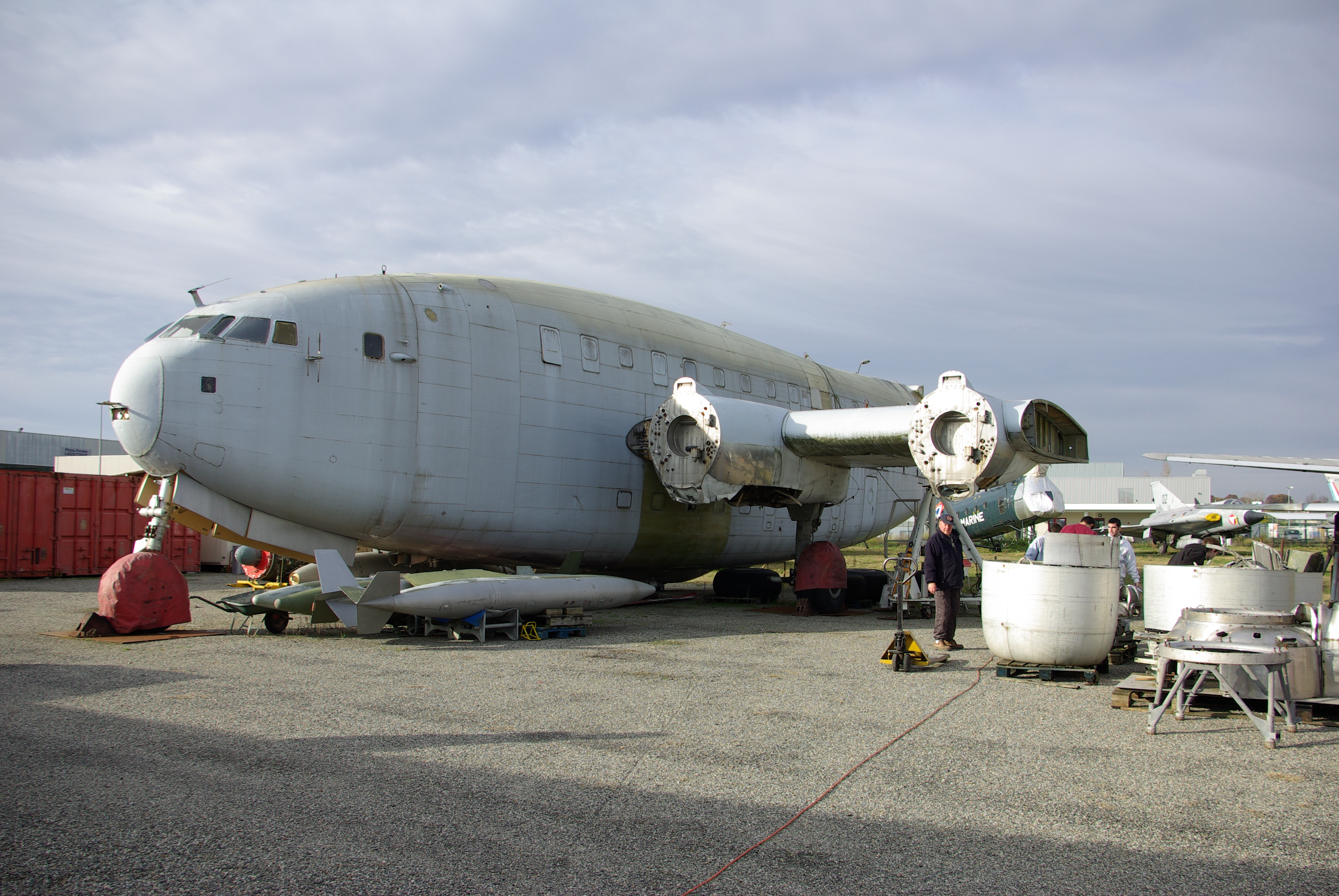
Br.765 Sahara (64-PH) během renovace v Toulouse

- Air Algérie – Roku 1952 k nákladním letům krátce využíván jeden letoun Br.761S.
- Air France – Zakoupila 20 ks verze Br.763 Provence. Provozovala je od roku 1953 zejména na středomořských (do Alžírska) a vnitrostátních linkách. Později polovinu upravila pro přepravu nákladu a polovinu předala francouzskému letectvu.
- Silver City Airways – Roku 1953 na tři měsíce pronajat jeden letoun Br.761S. Létal na lince Hamburk-Berlín.

Vojenští
- Francouzské letectvo – Převzalo všechny tři Br.761S, šest Br.763 od Air France (od roku 1964[3]) a čtyři nové Br.765. Významné bylo nasazení těchto letounů při přepravě osob a materiálu do oblastí francouzských jaderných testů v Tichomoří.[2]

## Dochované exempláře
- Br.763 Provence (imatrikulace F-BASS) – Restaurace ve francouzském Fontenay-Trésigny.
- Br.765 Sahara (64-PE) – Brána letecké základny ve Évreux-Fauville.
- Br.765 Sahara (64-PH) – V centru Ailes Anciennes Toulouse na renovaci.

## Specifikace (Br.763)

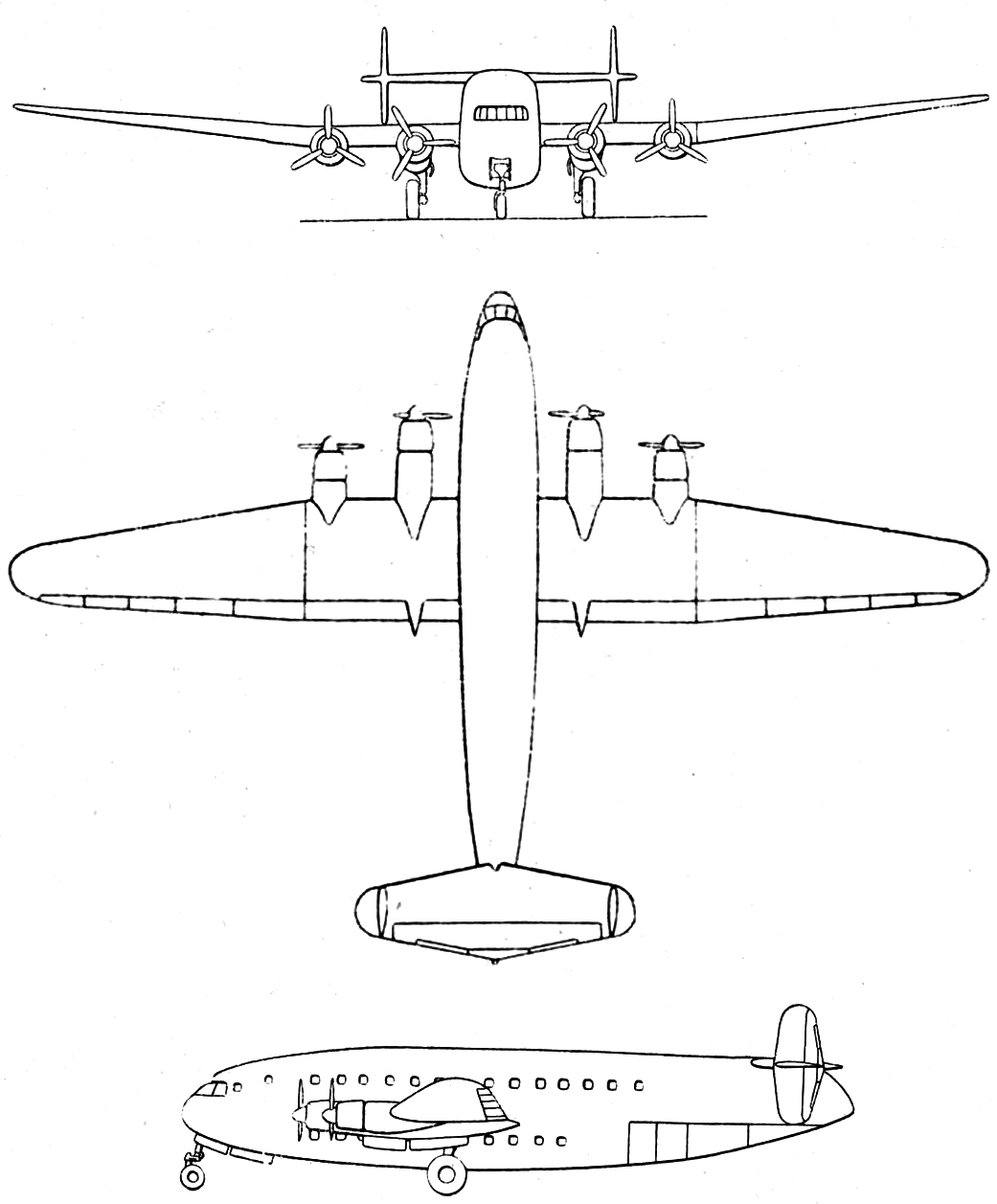
Bregeut 761

Údaje dle

### Technické údaje
- Posádka: 3[2]
- Kapacita: 107 cestujících
- Rozpětí: 43 m
- Délka: 28,9 m
- Výška: 9,9 m
- Nosná plocha: 185,4 m²
- Hmotnost prázdného letounu: 32 241 kg
- Maximální vzletová hmotnost: 51 600 kg (Br 761: 40 t; Br 761S: 45 t[2])
- Pohonné jednotky: 4× dvouhvězdicový motor Pratt & Whitney R-2800-CA18
- Výkon pohonné jednotky: 4× 1800 kW (2400 hp)

### Výkony
- Cestovní rychlost v 3000 m: 335 km/h[2]
- Dostup: 6000 m
- Dolet: 2300 km